# Шона (Брашов)
Шона (рум. Șona) — село у повіті Брашов в Румунії. Входить до складу комуни Миндра.
Село розташоване на відстані 177 км на північний захід від Бухареста, 49 км на північний захід від Брашова.

## Населення
За даними перепису населення 2002 року у селі проживали 288 осіб, з них 286 осіб (99,3%) румунів. Усі жителі села рідною мовою назвали румунську.